# اما ویکلوند
اما ویکلوند (به انگلیسی: Emma Wiklund) (زاده ۱۳ سپتامبر ۱۹۶۸) بازیگر و مدل سوئدی است. وی در ۲۱ فوریه ۲۰۰۳ با هانس ویکلوند ازدواج کرد و آن‌ها صاحب دو فرزند دختر و پسر به نام‌های تیرا و الیس هستند.
از فیلم‌های معروف او می‌توان به بازی در فیلم تاکسی اشاره کرد.

## قسمتی از فیلمشناسی
- تاکسی -۱۹۹۸
- تاکسی ۲ -۲۰۰۲
- تاکسی ۳ -۲۰۰۳
- تاکسی ۴ -۲۰۰۷